# Eurhodophytina
Eurhodophytina G.W. Saunders & Hommersand, 2004, segundo o sistema de classificação de Saunders e Hommersand (2004), é o nome botânico de um subfilo de algas vermelhas pluricelulares do filo Rhodophyta.
Subfilo novo, não existente em nenhuma das classificações anteriores.

## Taxons inferiores
Classe 1. Bangiophyceae Wettstein, 1901
Ordem: Bangiales Nägeli 1847
Família: Bangiaceae
Classe 2. Florideophyceae Cronquist, 1960
Subclasse 1. Ahnfeltiophycidae G.W. Saunders et Hommersand, 2004 (subclasse nova)
Ordem 1: Ahnfeltiales C.A. Maggs & C.M. Pueschel, 1989
Ordem 2: Pihiellales C.A.Huisman et al. 2003
Subclasse 2. Hildenbrandiophycidae G.W. Saunders et Hommersand, 2004 (subclasse nova)
Ordem: Hildenbrandiales  Pueschel & K.M. Cole, 1982
Subclasse 3. Nemaliophycidae T. Christensen, 1978
Ordem 1: Acrochaetiales Feldmann, 1953
Ordem 2: Balbianiales R.G. Sheath & K.M. Müller
Ordem 3: Balliales H.-G. Choi, G.T. Kraft, & G.W. Saunders, 2000
Ordem 4: Batrachospermales Pueschel & K.M. Cole 1982
Famílias: Batrochospermaceae, Lemaneaceae, Psilosiphonaceae
Ordem 5: Colaconematales J.T. Harper & G.W. Saunders, 2002
Ordem 6: Corallinales P.C. Silva & H.W. Johansen, 1986
Famílias: Corallinaceae, Sporolithaceae
Ordem 7: Nemaliales Schmitz in Engler, 1892
Famílias: Galaxauraceae, Liagoraceae
Ordem 8: Palmariales Guiry & D.E.G. Irvine in Guiry 1978
Famílias: Palmariaceae, Rhodophysemataceae, Rhodothamiellaceae
Ordem 9: Rhodogorgonales S. Fredericq, J.N. Norris, & C. Pueschel, 1995
Ordem 10: Thoreales K.M. Müller, A.R. Sherwood, C.M. Pueschel, R.R. Gutell, R.G. Sheath, 2002
Subclasse 4. Rhodymeniophycidae G.W. Saunders et Hommersand, 2004 (subclasse nova)
Ordem 1: Bonnemaisoniales Feldmann & Feldmann, 1942
Famílias: Bonnemaisoniaceae, Naccariaceae
Ordem 2: Ceramiales Oltmanns, 1904
Famílias: Ceramiaceae, Dasyaceae, Delesseriaceae, Rhodomelaceae
Ordem 3: Gelidiales Kylin, 1923
Ordem 4: Gigartinales Schmitz in Engler, 1892
Famílias: Acrosymphytaceae, Acrotylaceae, Areschougiaceae, Blinksiaceae, Calosiphoniaceae, Caulacanthaceae, Corynocystaceae, Cruoriaceae, Cubiculosporaceae, Cystocloniaceae, Dicranemataceae, Dumontiaceae, Endocladiaceae, Furcellariaceae, Gainiaceae, Gigartinaceae, Gloiosiphoniaceae, Haemeschariaceae, Kallymeniaceae, Mychodeaceae, Mychodeophyllaceae, Nizymeniaceae, Petrocelidaceae, Peyssonneliaceae, Phacelocarpaceae, Phyllophoraceae, Polyideaceae, Rhizophyllidaceae, Rissoellaceae, Schmitziellaceae, Solieriaceae, Sphaerococcaceae, Tichocarpaceae.
Ordem 5: Gracilariales S. Fredericq & M.H. Hommersand, 1989
Famílias: Gracilariaceae, Pterocladiophyllaceae
Ordem 6: Halymeniales G.W. Saunders & G.T. Kraft, 1996
Famílias: Halymeniaceae, Sebdeniaceae, Tsengiaceae
Ordem 7: Nemastomatales Kylin 1925
Famílias: Nemastomataceae, Schizymeniaceae
Ordem 8: Plocamiales G.W. Saunders & G.T. Kraft 2005
Famílias: Plocamiaceae, Pseudoanemoniaceae, Sarcodiaceae
Ordem 9: Rodhymeniales
Famílias: Champiaceae, Faucheaceae, Lomentariaceae, Rhodymeniaceae
- No Sistema de classificação de Yoon et al. (2004) as classes deste subfilo foram transferidos para o subfilo Rhodophytina.